# (19959) 1985 UJ3
1985 يو جاي 3 (ويعرف أيضًا باسم (19959) 1985 يو جاي 3 وفق تسمية الكوكب الصغير) (بالإنجليزية: 1985 UJ3)‏ هو كويكب ضمن حزام الكويكبات؛ وترتيبه 19959 من حيث الاكتشاف.
اكتُشف هذا الجُرم الفلكي بواسطة Claes-Ingvar Lagerkvist ‏ في 17 أكتوبر 1985.

## وصلات خارجية
- (19959) 1985 UJ3 في قاعدة بيانات مختبر الدفع النفاث لأجرام النظام الشمسي الصغيرة

- الاكتشاف · مخطط المدار ·  العناصر المدارية · المعلمات المادية

- (19959) 1985 UJ3 على موقع ويكي سكاي: DSS2, SDSS, GALEX, IRAS, Hydrogen α, X-Ray, Astrophoto, Sky Map, Articles and images